# Locomotiva kkStB 199
Le locomotive kkStB 199 erano locotender a vapore per servizio viaggiatori su linee secondarie delle KkStB, a 2 cilindri e doppia espansione, di rodiggio 1-3-0.

## Storia
Le locomotive iniziarono ad essere consegnate nel 1908 dalla fabbrica Krauss di Linz per il potenziamento del parco rotabili delle Ferrovie statali imperial-regie dell'Austria (ove furono classificate come "kkStB 199"). Nel 1913 raggiunsero il numero complessivo di 20 unità; a queste si aggiungeva il gruppo di 10 unità NÖLB 102.01-10 costruite tra il 1908 e il 1914 per le "Niederösterreichische Landesbahnen". Le "199" erano una versione più potente delle "99".
In seguito alla sconfitta dell'Austria nella prima guerra mondiale anche le kkStB 199 vennero comprese nel risarcimento danni di guerra; l'Italia ne trattenne 5 unità (classificate come FS 877) che facevano servizio essenzialmente sulla linea Bolzano-Merano e nell'area friulana. Le locomotive rimaste in Austria divennero "BBÖ 199" mantenendo il loro numero ex-kkStB.
Nel 1923 in seguito alla nazionalizzazione delle ferrovie anche le locomotive NÖLB ebbero la riclassificazione BBÖ 199.21-29 (ex classe 102).
In seguito all'Anschluss, nel 1938 la Deutsche Reichsbahn incorporò le locomotive come DR 98.
L'ultima unità delle Ferrovie federali austriache (ÖBB) venne accantonata nel 1972; si trattava della ex kkStB 199.09, poi BBÖ 98.1345 e infine ÖBB 91.109.
La locomotiva 91.107 è stata restaurata e preservata ad uso "ferrovia museo".

## Caratteristiche
Le locomotive kkStB 199 erano macchine a vapore saturo, a 2 cilindri e a doppia espansione; il rodiggio era costituito da tre assi motori accoppiati e ruota di guida portante anteriore. Le casse d'acqua poste a fianco della caldaia della locomotiva quasi per tutta la sua lunghezza e la scorta di carbone per il servizio erano maggiori rispetto alla kkStB 99 da cui derivava. La velocità massima era di 60 km/h. La potenza della macchina era di circa 400 CV.